# 7681 Chenjingrun
7681 Chenjingrun este un asteroid din centura principală de asteroizi.

## Descriere
7681 Chenjingrun este un asteroid din centura principală de asteroizi. A fost descoperit pe 24 decembrie 1996 la Xinglong în cadrul programului Beijing Schmidt CCD Asteroid Program. Asteroidul prezintă o orbită caracterizată de o semiaxă mare de 2,34 ua, o excentricitate de 0,15 și o înclinație de 7,6° în raport cu ecliptica.